# 诺伊道
诺伊道是奥地利施蒂利亚州哈特贝格县的一个市镇。总面积10.14平方公里，总人口1315人，人口密度129.7人/平方公里（2005年）。